# 8679 Tingstäde
8679 Tingstäde là một tiểu hành tinh vành đai chính với chu kỳ quỹ đạo là 1927.9083314 ngày (5.28 năm).
Nó được phát hiện ngày 2 tháng 3 năm 1992.